# حمرة ماعين
حمرة ماعين محمية طبيعية تأسست عام 2011 على مساحة تبلغ 26.9 كيلومتر مربع، ويبلغ أرتفاعها 150 متر فوق مستوى سطح البحر . تقع في محافظة مأدبا - قضاء ماعين ومحافظة البلقاء - لواء الشونة الجنوبية وهي من المناطق ذات الحماية الخاصة.
تمثل منطقة حمرة ماعين نمط الغطاء النباتي الإستوائي وتعتبر موائل للعديد من الطيور والحيوانات والنباتات، وتتمتع الأودية الواقعة على امتداد الشريط الشمالي الشرقي لسواحل البحر الميت بتنوع حيوي غني لما تحتويه من حيوانات فريدة كالوبر الصخري المهدد بالإنقراض. وكونها جزءا من حفرة الإنهدام فصارت موئلا مثاليا للطيور المهاجرة والمقيمة مثل الوقواق وعقاب الحيات والأبلق الحزين. ويعتبر الوبر الصخري والضبع المخطط والثعلب الأحمر من أهم الثديات التي تتكاثر في حمرة ماعين، وتتكاثر أشجار النخل البري والطرفاء والرتم حول التجمعات المائية في تلك الأودية.
تم تسجيل 54 نوع من الطيور في المنطقة بين طيور مستوطنة وطيور مهاجرة كما تم تسجيل 25 نوع من الحيوانات موزعة بين المفترسات والقوارض والبرمائيات والزواحف وتحتوي المحمية أيضا على 124 نوع من النباتات تنتمي إلى 45 عائلة.

## الجيولوجيا
تشكلت منطقة حمرة ماعين نتيجة امتداد مجموعة من الأودية الوعرة الملاصقة للبحر الميت. تميز منطقة حمرة ماعين بانحدارات عالية تتراوح ما بين 150 متر فوق سطح البحر إلى البحر الميت دون 400 متر تحت سطح البحر. يتراوح معدل سقوط الأمطار حوالي 190 ملم.